# Théodore Combalot
Théodore Combalot, né à Châtenay le 21 août 1797 et mort à Paris le 18 mars 1873, est un prêtre catholique orateur et un missionnaire apostolique réputé.

## Biographie

### Enfance et formation
Théodore Combalot est le deuxième enfant d’une famille nombreuse. Il commence ses études au petit séminaire proche de La Côte-Saint-André, puis au grand séminaire de Grenoble.

### Prêtre et orateur
Il est ordonné prêtre en 1820, dans le diocèse de Grenoble, à l'âge de 23 ans.
En 1828, il rejoint les membres de la congrégation de Saint-Pierre, dont le travail est supervisé par Félicité de La Mennais en tant que supérieur général. Ce groupe réunit des membres du clergé et des laïcs qui agissent pour améliorer le niveau de formation du clergé afin de rendre la religion plus accessible et plus en phase avec son temps. De 1825 à 1832, il se montre un ardent partisan des idées nouvelles et n'hésite pas à entrer dans des polémiques publiques les plus brûlantes du temps. Sa parole éloquente, ardente et fougueuse exerçait un grand ascendant sur les foules. 
Le pape Grégoire XVI condamne fermement les événements de 1831 en Pologne et fait paraitre deux encycliques successives qui critiquent ouvertement le travail de réflexion mené par l'équipe dirigée par Félicité de la Mennais,. Ces écrits officiels du souverain pontife dispersent alors les partisans réunis autour de Félicité de la Mennais, et Théodore Combalot, comme beaucoup d'autres à  la même époque, prend ses distances. 
En 1839, il accompagne la fondation de la congrégation religieuse des religieuses de l'Assomption, dont la première supérieure générale est Marie-Eugénie de Jésus,. 

### Missions apostoliques
En 1843, il participe aux débats sur la liberté d'enseignement, qui aboutiront au vote de la Loi Falloux. Les questions qui animent l'opinion politique, portent sur la possibilité ou non, pour les congrégations religieuses d'enseigner. A ce titre, il publie un ouvrage afin de dénoncer le monopole de l'enseignement par l'Université qui était alors chargée de l'administration de l'enseignement, en parallèle du ministère des cultes. À la suite de cet ouvrage, il est condamné à 4 000 francs d'amende et à quinze jours d'emprisonnement à la prison Sainte-Pélagie. On lui doit aussi d'autres ouvrages et ses chefs-d'œuvre oratoires ont été publiés en 1894 par Antoine Ricard, docteur en théologie.

### Mort
Théodore Combalot meurt à Paris en 1873, à l’âge de 76 ans. Ses restes seront transférés dans l’église de son pays natal isérois, à Châtenay, édifice qu’il a contribué à faire construire.

## Ouvrages principaux
- Éléments de philosophie catholique, 1833 (BNF 30260811)
- Introduction aux Constitutions des Religieuses de l'Asomption, 1839-1840
- La Connaissance de jésus-Christ, ou le Dogme de l'Incarnation envisagé comme la raison dernière et suprême de tout ce qui est, Paris, Gaume frères, 1841 (BNF 30260806)
- Mémoire adressé aux évêques de France et aux pères de famille, sur la guerre faite à l'Église et à la société par le monopole universitaire, Paris, A. Sirou, 1843 (BNF 30260817)
- Les Chefs-d'oeuvre oratoires de l'abbé Combalot, publiés d'après les manuscrits par Mgr Ricard, Paris, Delhomme et Briguet, 1894 (BNF 30260802)